# Vilmantas Dilys
Vilmantas Dilys (Utena, 6 de octubre de 1987) es un baloncestista lituano. Con 2,08 metros de estatura, juega en la posición de pívot para el KK Pieno žvaigždės.

## Biografía
Dilys es un pívot zurdo de bastante envergadura, que ha jugado la mayoría de temporadas de su carrera en Lituania, en equipos como el Zalgiris Kaunas o el Lietuvos Rytas. En su periplo, sin embargo, también constan otros países como Estonia, Austria y España, donde defendió los colores del CB Axarquía en la liga LEB Oro.
En 2015 llega al Bàsquet Manresa para intentar salvar al equipo catalán del descenso.

## Clubes
- Zalgiris-Escuela Arvydas Sabonis (2003-2005)
- Zalgiris Kaunas (2004-2006)
- Clínicas Rincón Axarquía (2006-2007)
- Zalgiris Kaunas (2007-2008)
- Krepšinio Klubas Sakalai (2008-2009)
- Arkadia Traiskirchen Lions (2009-2010)
- BC Palanga (2010-2011)
- Perlas Vilnius (2011)
- Lietuvos Rytas (2011-213)
- BC Nevėžis (2013)
- Tartu Ülikool/Rock (2013-2014)
- BC Dzūkija Alytus (2014)
- Bàsquet Manresa (2015)
- BC Prienai (2015-2016)
- KK Pieno žvaigždės (2016- )